# Kakilambe
Albums de Takana Zion
Khamè tokiwiya
(2011) Good life
Kakilambe est le quatrième album de Takana Zion destiné au commerce international est sorti le 19 novembre 2012.

## Pistes
1. Abada
2. Hassali feat. Aïcha Koné
3. Wali
4. Aminata
5. Congoli
6. Ce matin
7. Jah Children
8. Mama Africa feat. Sizzla
9. Congoh
10. Mosiah
11. We Stronger
12. If You Love Me
13. N Krili
14. Yirindinn Houmba
15. Kounakely
16. Emmanuel